# Izatha manubriata
Izatha manubriata là một loài bướm đêm thuộc họ Oecophoridae. Nó là loài đặc hữu của New Zealand, ở đó nó được tìm thấy ở miền nam South Island only. It is có thể cả đặc hữu của the Otago Lakes district and adjacent ranges of miền trung Otago.
Sải cánh dài 24.5–27.5 mm đối với con đực và khoảng 26 mm đối với con cái. Con trưởng thành bay từ tháng 12 đến đầu tháng 3.